# Tetsuya Tsutsui
筒井・哲也
Œuvres principales
Première œuvre : Duds Hunt
Autres ouvrages :
- Reset
- Manhole
- Prophecy
- Poison City
- Noise

Tetsuya Tsutsui (筒井・哲也, Tsutsui Tetsuya) est un mangaka japonais.
En tant qu'auteur indépendant, il publie la plupart de ses œuvres via son site Internet. Remarqué, il publia trois œuvres, Duds Hunt, Manhole et Reset, dans le magazine Young Gangan de l'éditeur Square Enix. À partir de 2012, l'auteur travaille en collaboration avec l'éditeur français Ki-oon, qui publie ses œuvres en version française, sur les mangas Prophecy et Poison City, publiés au Japon chez l'éditeur Shūeisha.

## Œuvres
Scénario et dessin, sauf mention contraire.
- 2002 : Duds Hunt (récit complet)[MN 1]
- 2005 : Reset (récit complet)[MN 2]
- 2006 : Manhole (3 volumes)[MN 3]
- 2012 : Prophecy (3 volumes)[MN 4]
- 2014 : Prophecy: The Copycat (scénario, 3 volumes)[MN 5]
- 2014 : Poison City (2 volumes)[MN 6]
- 2018 : Noise (3 volumes)[MN 7]
- 2021 : Neeting Life (2 volumes)[1]

## Apparitions en France
- Présent à l'occasion du Salon du livre de Paris pour des séances de dédicaces les vendredi 23, samedi 24 et dimanche 25 mars 2007[réf. nécessaire].
- Japan Expo 2008[2]
- Japan Expo 2012[3]
- Séance de dédicace à Bordeaux le 2 juillet 2012[4].
- Séance de dédicace à Lille le 7 septembre 2018.